# Синглтон, Айрон
Айрон Синглтон (англ. IronE Singleton; род. Атланта, Джорджия, США) — американский актёр.

## Фильмография
- A Box for Rob (2012) ... Tim
- Голодный кролик атакует / Seeking Justice (2011) ... Scar
- Single Ladies (2011) (сериал) ... Dion
- 187 Детройт / Detroit 1-8-7 (2010-2011) (сериал) ... Priest
- Компаньоны / Franklin & Bash (2010-2012) (сериал) ... Worker
- Лотерейный билет / Lottery Ticket (2010) ... Random Neighbor #4
- Ходячие мертвецы / The Walking Dead (2010-2012) (сериал; 1-3 сезоны) Теодор «Ти-Дог» Дуглас
- Life 101: Angel`s Secret (2009) ... Dr. Forest
- Невидимая сторона / The Blind Side (2009) ... Alton
- Somebodies (2008) (сериал) ... Epitome
- Riff (2007) ... Osiel
- Somebodies (2006) ... Janoah
- Dead Wait (2003) ... Joon
- Холм одного дерева / One Tree Hill (2003-2012) (сериал) ... Homeless Man
- Вспоминая Титанов / Remember the Titans (2000) ... Football Player
- Беглецы / Fled (1996) ... Chef